# دارت ۴۵۰
دارت ۴۵۰ (به انگلیسی: Diamond_DART_450) یک هواگرد ملخ‌پیشین تک‌موتوره از نوع آموزشی ساخت شرکت Diamond Aircraft است. هواگرد دارت ۴۵۰ نخستین پروازش را در ۱۷ مه ۲۰۱۶ میلادی انجام داد.